# Seoul Broadcasting System
Seoul Broadcasting System (en hangul, 에스비에스; romanización revisada, Eseubieseu) (en español Sistema de Radiodifusión de Seúl), más conocido por sus siglas SBS, es un grupo de radio y televisión de Corea del Sur. Su cadena de televisión es una de las cuatro principales emisoras surcoreanas, y forma el primer grupo privado del país.
A diferencia de las emisoras públicas (KBS, MBC y EBS) con frecuencias propias, SBS emite a través de emisoras afiliadas en distintas ciudades del país, con la cadena de Seúl como emisora principal. 
Transmite en el canal digital 6.1 de la televisión digital terrestre en Seúl.

## Historia
SBS se fundó originalmente el 14 de noviembre de 1990 como el Seoul Broadcasting System. Sin embargo, su historia se remonta a finales de la década de 1980, tras la llegada de una democracia multipartidista a Corea del Sur. Finalmente, la propiedad de los medios dejó de ser competencia exclusiva del Estado, lo que permitió la creación de canales de radio y televisión privados. A partir de 1990, Seoul Broadcasting System se convirtió en un grupo multimedia que emitiría para la ciudad de Seúl y sus alrededores, y por lo tanto comenzó su transmisión de prueba durante su establecimiento. Las transmisiones de radio comenzaron el 20 de marzo de 1991, mientras que las transmisiones de televisión tuvieron lugar el 12 de diciembre del mismo año, convirtiéndose en la primera televisión privada del país.
A partir de 1995, la señal de SBS se expandió a nivel nacional a través de emisoras afiliadas. Las primeras se situaron en las ciudades de Busán (KNN), Daegu (TBC), Gwangju (KBC) y Daejeon (TJB), y emitían la programación generalista de la matriz junto con informativos y espacios regionales propios. Años después puso en marcha varios canales exclusivos de cable, en 1999 comenzaron a utilizar la televisión digital terrestre, y en 2001 iniciaron sus emisiones en pruebas en alta definición, sistema actualmente extendido en la mayoría de la programación.

## Empresas familiares
| Nombre                            | Servicio |
| --------------------------------- | --- |
| SBS Media Holdings                | Es la empresa matriz de la organización |
| SBS International, Inc.           | Señal internacional de SBS en América |
| Academia SBS                      | Forma y gestiona a los empleados. |
| SBS Artech                        | Proporciona apoyo creativo. |
| SBS Newstech                      | Proporciona tecnología de la información. |
| Centro de contenido de SBS        | Distribuye medios en línea |
| SBS Culture Foundation            | Brinda apoyo para la difusión y la innovación cultural. |
| Fundación Seoam                   | Proporcionar becas a personas merecedoras |
| SBS Medianet                      | Opera los canales de cable de SBS CNBC , SBS Plus , SBS Sports , SBS Golf y SBS funE                                                                                              |
| SBS Viacom (SBS y Viacom )        | Opera canales de cable de SBS MTV y Nickelodeon |
| SBS Indonesia (SBS y Lejel Group) | Opera canales de cable de SBS-In y SBS Shop |
| La historia funciona              | Proporciona las producciones dramática interna. |
| Vlending Co., Ltd. (SBS y MBC )   | Distribuye la música |
| SBS Phoenix TV18                  | Planificación de SBS First Flagship Free para transmitir en idiomas asiático chino e hindi, incluyendo Phoenix TV y Viacom 18 Cada 3 canales populares, con subtítulos en coreano |

## Medios

### Radio
La oferta de SBS en radio se articula en torno a dos emisoras musicales de ámbito nacional y una digital: 
| Nombre       | Frecuencia                          | Potencia (kW)         | Sitio del transmisor |
| ------------ | ----------------------------------- | --------------------- | --- |
| SBS Love FM  | 792 kHz AM 103.5 MHz FM 98.3 MHz FM | 50 kW (AM) 10 kW (FM) | Neunggok-dong, ciudad de Goyang, provincia de Gyeonggi (AM) Monte Gwanaksan, Seúl (FM) Ciudad de Icheon, provincia de Gyeonggi (FM) |
| SBS Power FM | 107.7 MHz FM 100.3 MHz FM           | 10 kW 100W            | Monte Gwanaksan, Seúl Saengyeon-dong, ciudad de Dongducheon, provincia de Gyeonggi                                                  |
| SBS V-Radio  | CH 12C DMB                          | 2 kW                  | Monte Gwanaksan, Seúl |

### Televisión
El canal principal es SBS TV, SBS Mobile 24 que cuenta con una programación generalista con series, dramas coreanos, deporte, animación, música y servicios informativos. Su emisión terrestre se centra en Seúl y cuenta con varias emisoras afiliadas en otras ciudades para llevar la señal por todo el país, pero desde hace varios años también transmite una señal nacional a través del cable.

#### Nacional
Canales de televisión por suscripción en el interior del país
| Nombre            | Programación             |
| ----------------- | ------------------------ |
| SBS Plus          | Generalista              |
| SBS Golf          | Deporte dedicado al golf |
| SBS funE          | Entretenimiento          |
| SBS Sports        | Deportiva                |
| SBS CNBC          | Informativa              |
| SBS MTV           | Musical                  |
| Nickelodeon Korea | Infantil                 |

#### Afiliados internos
Canales regionales de señal abierta en el país
| Canal | Cadena Televisiva                                                    | Cobertura y sede                      | Creación                |
| ----- | -------------------------------------------------------------------- | ------------------------------------- | ----------------------- |
| SBS   | SBS                                                                  | Área de la capital de Seúl            | 14 de noviembre de 1990 |
| KNN   | Korean New Network                                                   | Busan y Gyeongsang del Sur            | Abril de 1994           |
| TJB   | TaeJon Broadcasting                                                  | Daejeon, Sejong y Chungcheong del Sur | 9 de abril de 1994      |
| JIBS  | Sistema de radiodifusión internacional gratuita de la ciudad de Jeju | Isla Jeju                             | 10 de abril de 1994     |
| TBC   | Taegu Broadcasting Corporation                                       | Daegu y Gyeongsang del Norte          | 10 de agosto de 1994    |
| kbc   | Kwangju Broadcasting Corporation                                     | Gwangju y Jeolla del Sur              | 10 de agosto de 1994    |
| CJB   | Radiodifusión de Cheongju                                            | Chungcheong del Norte                 | 5 de julio de 1996      |
| ubc   | Corporación de Radiodifusión Ulsan                                   | Ulsan                                 | 4 de septiembre de 1996 |
| JTV   | Televisión Jeonju                                                    | Jeolla Del Norte                      | 25 de enero de 1997     |
| G1    | Gangwon No.1 Broadcasting                                            | Gangwon                               | 16 de noviembre de 1999 |

## Afiliados Externos
Canales asociados fuera del país

##### América
| País                 | Televisión Privada            |
| -------------------- | ----------------------------- |
| Argentina            | Grupo Clarín, El Nueve        |
| Bolivia              | Bolivisión, Red Uno           |
| Brasil               | Rede Record, SBT, Rede Globo  |
| Canadá               | Red de televisión global      |
| Chile                | La Red y Telecanal, 13        |
| Colombia             | RCN TV                        |
| Costa Rica           | Repretel                      |
| Ecuador              | Grupo RTS, Teleamazonas       |
| El Salvador          | Red Salvadoreña de Medios     |
| Estados Unidos       | ABC, CBS, The CW, NBC         |
| Guatemala            | Chapín TV                     |
| Honduras             | VTV                           |
| México               | Televisa, Grupo Imagen        |
| Nicaragua            | Grupo Ratensa                 |
| Panamá               | Grupo Medcom                  |
| Paraguay             | SNT Canal 9                   |
| Perú                 | Grupo ATV, América Televisión |
| República Dominicana | Antena 7 y Antena 21          |
| Uruguay              | Canal 10, Teledoce            |
| Venezuela            | Televen, Canal I              |

##### Europa
| País         | Televisión Privada                    |
| Alemania     | RTL Televisión                        |
| Bélgica      | RTL Bélgica                           |
| Croacia      | RTL Croacia                           |
| España       | Atresmedia                            |
| Francia      | Grupo M6, Grupo TF1                   |
| Hungría      | RTL Hungría                           |
| Italia       | Mediaset                              |
| Luxemburgo   | RTL Luxemburgo                        |
| Países Bajos | RTL 5 y RTL 4                         |
| Portugal     | Sociedade Independente de Comunicação |
| Reino Unido  | ITV                                   |

##### Asia
| País      | Televisión Privada                                                        |
| Camboya   | Canal 3                                                                   |
| China     | Red de medios de Beijing                                                  |
| India     | Viacom 18                                                                 |
| Indonesia | Rajawali Citra Televisi Indonesia, Global Televisión, SCTV                |
| Japón     | Sistema de Radiodifusión de Tokio                                         |
| Malasia   | 8TV                                                                       |
| Tailandia | Workpoint TV, Canal 7                                                     |
| Taiwán    | Taiwan Television                                                         |
| Turquía   | Kanal D, Star TV                                                          |
| Vietnam   | Televisión de la ciudad de Ho Chi Minh, Corporación Multimedia de Vietnam |

##### Oceanía
| País      | Televisión Privada   |
| Australia | Ten Network Holdings |

## Logotipos

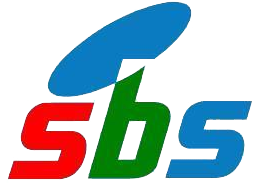
Primera logo de SBS (1990-1994)
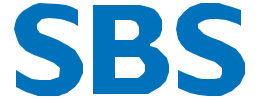
Segundo logo de SBS (1994-2000)
Tercero logo de SBS (2000-presente)